# Charlesita
La charlesita és un mineral de la classe dels sulfats, que pertany al grup de l'ettringita. Va ser anomenada l'any 1983 per Pete J. Dunn, Donald R. Peacor, Peter B. Leavens, i Jack Leach Baum en honor de Charles Palache, mineralogista especialitzat en minerals del districte de Franklin i professor de mineraolgia a la Universitat Harvard. El mineral tipus es conserva a la Universitat Harvard.

## Classificació
Segons la classificació de Nickel-Strunz, la charlesita pertany a «07.D - Sulfats (selenats, etc.) amb anions addicionals, amb H₂O, amb cations de mida mitjana i grans; amb NO₃, CO₃, B(OH)₄, SiO₄ o IO₃» juntament amb els següents minerals: darapskita, humberstonita, ungemachita, clinoungemachita, bentorita, ettringita, jouravskita, sturmanita, thaumasita, carraraïta, buriatita, rapidcreekita, korkinoïta, tatarskita, nakauriïta, chessexita, carlosruizita, fuenzalidaïta i txeliabinskita.

## Característiques
La charlesita és un sulfat de fórmula química Ca₆(Al,Si)₂(SO₄)₂[B(OH)₄](OH,O)₁₂·26H₂O. Cristal·litza en el sistema trigonal. La seva duresa a l'escala de Mohs és 2,5. Presenta una gran varietat de colors i sovint forma cristalls (tot i que rarament de qualitat gemma). La ratlla, tot i que rarament visible, és blanca.

## Formació i jaciments
La charlesita ha estat descrita a Alemanya, Japó, Noruega, Romania, Eslovàquia, Sud-àfrica i EUA, on es troba la localitat tipus. Es troba en dipòsits estratiformes metamorfitzats de carbonats amb mineralitzacions de silicats de zinc i òxids. Apareix en fractures o en porositat de tipus vug Sol trobar-se associada a wil·lemita, roeblingita, prehnita, pennantita, pectolita, ganofil·lita, datolita i clinohedrita.